# 부산 범어사 천수 책판
범어사 천수 책판(梵魚寺 千手 冊版)은 부산광역시 금정구에 있는 조선시대의 천수경 책판이다. 1999년 9월 3일 부산광역시의 유형문화재 제26호 천수책판(千手冊版)로 지정되었다가, 2014년 10월 1일 범어사 천수 책판(梵魚寺 千手 冊版)으로 문화재 명칭이 변경되었다.

## 개요
『천수경』은 우리나라에서 가장 많이 읽혀졌던 불교신앙의 기본경전이며, 관세음보살의 광대한 자비심을 찬양하는 다라니경이다. 중국 송나라의 사명존자(四明尊者)에 의하여 널리 유포되었고, 우리나라에서는 고려 중기부터 유통되기 시작하여 조선시대에는 가장 많은 판본을 남기면서 크게 신봉되었다.
전체 7판으로 된 『천수경』은 크기가 가로 21.4cm, 세로 54.4cm이며, 안쪽 테두리 크기는 가로 21.1cm, 세로 34.8cm이다.
간행기록에 의하면 숙종 2년(1676)에 감로사에서 간행한 것을 다시 범어사로 옮겨 간행하였다는 내용이 있다. 끝부분에는 호월문인(皓月門人) 탁영(卓永)이 책판의 내용과 그에 관련된 일을 간략하게 적은 글이 있다.
범어사에서 소장하고 있는 이 책판은 당시 널리 유행하던 천수경을 일반 대중에게 알리기 위해 새겨진 것으로 보이며, 또한 오래된 고목판(古木板)으로서 귀중한 자료라 여겨진다.

## 같이 보기
- 천수경

## 참고 문헌
- 천수책판 - 국가유산청 국가유산포털